# Vela en los Juegos Suramericanos de Playa de 2014
La vela en los Juegos Suramericanos de Playa de La Guaira 2014 estuvo compuesto con tres torneos: masculino, femenino y mixtos.

## Medallero
| Núm.  | País      | Oro | Plata | Bronce | Total |
| ----- | --------- | --- | ----- | ------ | ----- |
| 1     | Argentina | 2   | 0     | 1      | 3     |
| 2     | Brasil    | 1   | 1     | 0      | 2     |
| 3     | Perú      | 1   | 0     | 0      | 1     |
| 4     | Venezuela | 0   | 3     | 1      | 4     |
| 5     | Uruguay   | 0   | 0     | 1      | 1     |
| Total | Total     | 4   | 4     | 4      | 12    |

## Resultados

### Eventos masculinos
| Evento                      | Oro                  | Plata                            | Bronce                        |
| --------------------------- | -------------------- | -------------------------------- | ----------------------------- |
| Laser Standard (24 de mayo) | Andrey Quintero 11.0 | Tomás Pellejero                  | José Vicente Gutiérrez Lúpoli |
| Sunfish (20 de mayo)        | Francisco Renna 9.0  | Silva Gutiérrez Julio David 10.0 | Jonathan Martinetti 11.0      |
| RS:X (24 de mayo)           | Bandera de ?         | Bandera de ?                     | Bandera de ?                  |

### Evento femenino
| Evento                    | Oro                  | Plata                                | Bronce                                  |
| ------------------------- | -------------------- | ------------------------------------ | --------------------------------------- |
| Laser Radial (20 de mayo) | Paloma Schmidt 7.0   | Maria Knuasen 10.0                   | Rivera Hernández Daniela del Valle 15.0 |
| Sunfish (24 de mayo)      | Bandera de ?         | Bandera de ?                         | Bandera de ?                            |
| RS:X (24 de mayo)         | Bruna Martinelli 5.0 | Bonillo Silva Dismary del Valle 11.0 | Jazmin Lopez 13.0                       |

### Eventos open
| Evento                  | Oro                              | Plata                                      | Bronce                                                        |
| ----------------------- | -------------------------------- | ------------------------------------------ | ------------------------------------------------------------- |
| Nacra 17 (20 de mayo)   | Esteban Blando 6.0               | Saba Yamil Saba Fuentes Andrea Tarusa 16.0 | Pablo Defazio Mariana Foglia 17.0                             |
| Snipe Open (24 de mayo) | Pablo Defazio Mariana Foglia 8.0 | Lucas Mattos de Siqueira Mesquita 9.0      | Julio David Silva Gutiérrez Marx Rafael Chirinos Guevara 13.0 |